# Bulgária a 2020. évi nyári olimpiai játékokon
Bulgária a japán Tokióban megrendezett 2020. évi nyári olimpiai játékok egyik részt vevő nemzete. Az országot 12 sportágban 42 sportoló képviselte, akik összesen 6 érmet szereztek.

## Érmesek
| Érem  | Versenyző                                                                       | Sportág       | Versenyszám                 |
| ----- | ------------------------------------------------------------------------------- | ------------- | --------------------------- |
| Arany | Ivet Goranova                                                                   | Karate        | Női 55 kg                   |
| Arany | Stoyka Krasteva                                                                 | Ökölvívás     | Női légsúly                 |
| Arany | Simona Dyankova Stefani Kiryakova Madlen Radukanova Laura Traets Erika Zafirova | Torna         | Csapat ritmikus gimnasztika |
| Ezüst | Antoaneta Kostadinova                                                           | Sportlövészet | Női légpisztoly             |
| Bronz | Tajbe Juszein                                                                   | Birkózás      | Női 62 kg                   |
| Bronz | Evelina Nikolova                                                                | Birkózás      | Női 57 kg                   |

## Asztalitenisz
Női
| Versenyző        | Versenyszám | Selejtező         | 64-es főtábla      | 48-as főtábla           | 32-es főtábla     | Nyolcaddöntő      | Negyeddöntő       | Elődöntő          | Döntő             | Helyezés |
| Versenyző        | Versenyszám | Ellenfél Eredmény | Ellenfél Eredmény  | Ellenfél Eredmény       | Ellenfél Eredmény | Ellenfél Eredmény | Ellenfél Eredmény | Ellenfél Eredmény | Ellenfél Eredmény | Helyezés |
| ---------------- | ----------- | ----------------- | ------------------ | ----------------------- | ----------------- | ----------------- | ----------------- | ----------------- | ----------------- | -------- |
| Polina Trifonova | Egyes       | Hanffou (CMR) 4–1 | de Nutte (LUX) 4–3 | Yang Xiao-Xin (MON) 1–4 | kiesett           | kiesett           | kiesett           | kiesett           | kiesett           | kiesett  |

## Atlétika
Férfi
| Versenyző      | Versenyszám | Selejtező | Selejtező | Döntő    | Döntő    |
| Versenyző      | Versenyszám | Eredmény  | Helyezés  | Eredmény | Helyezés |
| -------------- | ----------- | --------- | --------- | -------- | -------- |
| Tihomir Ivanov | Magasugrás  | 217 cm    | 26.       | kiesett  | kiesett  |

Női
| Versenyző     | Versenyszám | Előfutam | Előfutam | Elődöntő | Elődöntő | Döntő   | Döntő    |
| Versenyző     | Versenyszám | Idő      | Hely.    | Idő      | Hely.    | Idő     | Helyezés |
| ------------- | ----------- | -------- | -------- | -------- | -------- | ------- | -------- |
| Inna Eftimova | 100 m       | 11,46    | 6        | kiesett  | kiesett  | kiesett | kiesett  |
| Inna Eftimova | 200 m       | 23,42    | 5        | kiesett  | kiesett  | kiesett | kiesett  |
| Ivet Lalova   | 200 m       | 23,39    | 5        | kiesett  | kiesett  | kiesett | kiesett  |

| Versenyző        | Versenyszám | Selejtező | Selejtező | Döntő    | Döntő    |
| Versenyző        | Versenyszám | Eredmény  | Helyezés  | Eredmény | Helyezés |
| ---------------- | ----------- | --------- | --------- | -------- | -------- |
| Mirela Demireva  | Magasugrás  | 195 cm    | 14.       | 193 cm   | 12.      |
| Gabriela Petrova | Hármasugrás | 13,79 m   | 22.       | kiesett  | kiesett  |

## Birkózás
Férfi
Szabadfogású
| Versenyző       | Versenyszám | Nyolcaddöntő        | Negyeddöntő       | Elődöntő          | Vigaszág elődöntő  | Bronz- mérkőzés    | Döntő             | Helyezés |
| Versenyző       | Versenyszám | Ellenfél Eredmény   | Ellenfél Eredmény | Ellenfél Eredmény | Ellenfél Eredmény  | Ellenfél Eredmény  | Ellenfél Eredmény | Helyezés |
| --------------- | ----------- | ------------------- | ----------------- | ----------------- | ------------------ | ------------------ | ----------------- | -------- |
| Georgi Vangelov | 57 kg       | Kherbache (ALG) 5–0 | Dahiya (IND) 1–4  |                   | Tigreros (COL) 5–0 | Szanajev (KAZ) 1–3 | kiesett           | 5.       |

Kötöttfogású
| Versenyző         | Versenyszám | Nyolcaddöntő        | Negyeddöntő       | Elődöntő          | Vigaszág elődöntő | Bronz- mérkőzés   | Döntő             | Helyezés |
| Versenyző         | Versenyszám | Ellenfél Eredmény   | Ellenfél Eredmény | Ellenfél Eredmény | Ellenfél Eredmény | Ellenfél Eredmény | Ellenfél Eredmény | Helyezés |
| ----------------- | ----------- | ------------------- | ----------------- | ----------------- | ----------------- | ----------------- | ----------------- | -------- |
| Aik Mnatszakanian | 77 kg       | Starčević (CRO) 1–3 | kiesett           | kiesett           | kiesett           | kiesett           | kiesett           | kiesett  |
| Kiril Milov       | 97 kg       | İldem (TUR) 3–1     | Saravi (IRI) 0–3  | kiesett           | kiesett           | kiesett           | kiesett           | kiesett  |

Női
| Versenyző        | Versenyszám | Nyolcaddöntő            | Negyeddöntő           | Elődöntő             | Vigaszág elődöntő | Bronz- mérkőzés     | Döntő             | Helyezés |
| Versenyző        | Versenyszám | Ellenfél Eredmény       | Ellenfél Eredmény     | Ellenfél Eredmény    | Ellenfél Eredmény | Ellenfél Eredmény   | Ellenfél Eredmény | Helyezés |
| ---------------- | ----------- | ----------------------- | --------------------- | -------------------- | ----------------- | ------------------- | ----------------- | -------- |
| Miglena Szeliska | 50 kg       | Vuc (ROU) 3–0           | Hildebrandt (USA) 1–4 | kiesett              | kiesett           | kiesett             | kiesett           | kiesett  |
| Evelina Nikolova | 57 kg       | Wrzesień (POL) 3–0      | Nichita (MDA) 3–1     | Kuracskina (BLR) 0–4 |                   | Koblova (ROC) 5–0   |                   | Bronz    |
| Tajbe Juszein    | 62 kg       | Laís (BRA) 3–1          | Khurelkhuu (MGL) 4–0  | Kawai (JPN) 2–3      |                   | Ovcsarova (ROC) 4–0 |                   | Bronz    |
| Mimi Hrisztova   | 68 kg       | Zsumanazarova (KGZ) 1–3 | kiesett               | kiesett              | kiesett           | kiesett             | kiesett           | kiesett  |

## Cselgáncs
Férfi
| Versenyző         | Versenyszám | 32-es főtábla        | Nyolcaddöntő              | Negyeddöntő       | Elődöntő          | Vigaszág elődöntő | Bronz- mérkőzés   | Döntő             | Helyezés |
| Versenyző         | Versenyszám | Ellenfél Eredmény    | Ellenfél Eredmény         | Ellenfél Eredmény | Ellenfél Eredmény | Ellenfél Eredmény | Ellenfél Eredmény | Ellenfél Eredmény | Helyezés |
| ----------------- | ----------- | -------------------- | ------------------------- | ----------------- | ----------------- | ----------------- | ----------------- | ----------------- | -------- |
| Janiszlav Gercsev | Légsúly     | Preciado (ECU) 10–00 | Jang Jung-Vej (TPE) 00–10 | kiesett           | kiesett           | kiesett           | kiesett           | kiesett           | kiesett  |
| Ivajlo Ivanov     | Váltósúly   | Lucenti (ARG) 10–00  | Boltaboev (UZB) 00–01     | kiesett           | kiesett           | kiesett           | kiesett           | kiesett           | kiesett  |

Női
| Versenyző      | Versenyszám | 32-es főtábla       | Nyolcaddöntő         | Negyeddöntő       | Elődöntő          | Vigaszág elődöntő | Bronz- mérkőzés   | Döntő             | Helyezés |
| Versenyző      | Versenyszám | Ellenfél Eredmény   | Ellenfél Eredmény    | Ellenfél Eredmény | Ellenfél Eredmény | Ellenfél Eredmény | Ellenfél Eredmény | Ellenfél Eredmény | Helyezés |
| -------------- | ----------- | ------------------- | -------------------- | ----------------- | ----------------- | ----------------- | ----------------- | ----------------- | -------- |
| Ivelina Ilieva | Könnyűsúly  | Khelifi (TUN) 10–00 | Klimkait (CAN) 00–10 | kiesett           | kiesett           | kiesett           | kiesett           | kiesett           | kiesett  |

## Kajak-kenu
Női
| Versenyző           | Versenyszám      | Előfutam | Előfutam | Negyeddöntő | Negyeddöntő | Elődöntő | Elődöntő | Döntő   | Döntő   | Döntő   | Helyezés |
| Versenyző           | Versenyszám      | Idő      | Hely.    | Idő         | Hely.       | Idő      | Hely.    | Típus   | Idő     | Hely.   | Helyezés |
| ------------------- | ---------------- | -------- | -------- | ----------- | ----------- | -------- | -------- | ------- | ------- | ------- | -------- |
| Staniliya Stamenova | Kenu egyes 200 m | 48,477   | 4        | 48,939      | 5           | kiesett  | kiesett  | kiesett | kiesett | kiesett | kiesett  |

## Karate
Női
| Versenyző     | Versenyszám | Csoportkör                                                           | Csoportkör | Elődöntő          | Döntő               | Helyezés |
| Versenyző     | Versenyszám | Ellenfél Eredmény                                                    | Hely.      | Ellenfél Eredmény | Ellenfél Eredmény   | Helyezés |
| ------------- | ----------- | -------------------------------------------------------------------- | ---------- | ----------------- | ------------------- | -------- |
| Ivet Goranova | 55 kg       | Ven Cu-Jun (TPE) · 5–2 · Özçelik (TUR) · 5–1 · Bahmanyar (IRI) · 5–2 | 1.         | Plank (AUT) 4–3   | Terlijuha (UKR) 5–1 | Arany    |

## Ökölvívás
Férfi
| Versenyző      | Versenyszám | Selejtező          | Nyolcaddöntő      | Negyeddöntő       | Elődöntő          | Döntő             | Helyezés |
| Versenyző      | Versenyszám | Ellenfél Eredmény  | Ellenfél Eredmény | Ellenfél Eredmény | Ellenfél Eredmény | Ellenfél Eredmény | Helyezés |
| -------------- | ----------- | ------------------ | ----------------- | ----------------- | ----------------- | ----------------- | -------- |
| Daniel Aszenov | Légsúly     | Girleanu (ROU) 5–0 | Escobar (ESP) 1–4 | kiesett           | kiesett           | kiesett           | kiesett  |

Női
| Versenyző          | Versenyszám | Selejtező                | Nyolcaddöntő      | Negyeddöntő          | Elődöntő          | Döntő               | Helyezés |
| Versenyző          | Versenyszám | Ellenfél Eredmény        | Ellenfél Eredmény | Ellenfél Eredmény    | Ellenfél Eredmény | Ellenfél Eredmény   | Helyezés |
| ------------------ | ----------- | ------------------------ | ----------------- | -------------------- | ----------------- | ------------------- | -------- |
| Sztojka Kraszteva  | Légsúly     | Nguyễn Thi Tam (VIE) 3–2 | Fuchs (USA) 5–0   | Csang Juan (CHN) 4–1 | Namiki (JPN) 5–0  | Çakıroğlu (TUR) 5–0 | Arany    |
| Sztanimira Petrova | Pehelysúly  | -                        | Arias (COL) 2–3   | kiesett              | kiesett           | kiesett             | kiesett  |

## Sportlövészet
Női
| Versenyző             | Versenyszám   | Selejtező | Selejtező | Döntő   | Döntő    |
| Versenyző             | Versenyszám   | Pont      | Helyezés  | Pont    | Helyezés |
| --------------------- | ------------- | --------- | --------- | ------- | -------- |
| Selin Ali             | Trap          | 115       | 20        | kiesett | kiesett  |
| Maria Grozdeva        | Légpisztoly   | 559       | 43        | kiesett | kiesett  |
| Maria Grozdeva        | Sportpisztoly | 578       | 27        | kiesett | kiesett  |
| Antoaneta Kostadinova | Sportpisztoly | 590       | 1         | 28      | 4.       |
| Antoaneta Kostadinova | Légpisztoly   | 578       | 6         | 239,4   | Ezüst    |

## Súlyemelés
Férfi
| Versenyző        | Versenyszám | Szakítás | Lökés  | Összesen | Helyezés |
| ---------------- | ----------- | -------- | ------ | -------- | -------- |
| Bozsidar Andreev | 73 kg       | 154 kg   | 184 kg | 338 kg   | 5.       |
| Hriszto Hrisztov | 109 kg      | 189 kg   | 219 kg | 408 kg   | 5.       |

## Tollaslabda
Női
| Versenyző                         | Versenyszám | Csoportkör | Csoportkör | Nyolcaddöntő      | Negyeddöntő       | Elődöntő          | Bronz- mérkőzés   | Döntő             | Helyezés |
| Versenyző                         | Versenyszám | Ellenfél Eredmény                                                                                                 | Hely.      | Ellenfél Eredmény | Ellenfél Eredmény | Ellenfél Eredmény | Ellenfél Eredmény | Ellenfél Eredmény | Helyezés |
| --------------------------------- | ----------- | --- | ---------- | ----------------- | ----------------- | ----------------- | ----------------- | ----------------- | -------- |
| Linda Zecsiri                     | egyes       | Chen (AUS) 16–21;22–20;8–21 · Blichfeldt (DEN) · 10–21;3–21                                                       | 3.         | kiesett           | kiesett           | kiesett           | kiesett           | kiesett           | kiesett  |
| Gabriela Sztoeva Sztefani Sztoeva | páros       | Kim/Kong (KOR) 23–21;12–21;21–23 · Csen/Dzsia (CHN) · 18–21;15–21 Kititharakul/Prajongjai (THA) 21–11;16–21;21–17 | 3.         | kiesett           | kiesett           | kiesett           | kiesett           | kiesett           | kiesett  |

## Torna
Férfi
| Versenyző        | Versenyszám      | Selejtező | Selejtező | Döntő    | Döntő    |
| Versenyző        | Versenyszám      | Pontszám  | Helyezés  | Pontszám | Helyezés |
| ---------------- | ---------------- | --------- | --------- | -------- | -------- |
| David Huddleston | talaj            | 12,433    | 65        | kiesett  | kiesett  |
| David Huddleston | nyújtó           | 11,466    | 68        | kiesett  | kiesett  |
| David Huddleston | korlát           | 13,166    | 59        | kiesett  | kiesett  |
| David Huddleston | ugrás            | 14,000    | –         | kiesett  | kiesett  |
| David Huddleston | lólengés         | 11,000    | 72        | kiesett  | kiesett  |
| David Huddleston | gyűrű            | 12,200    | 68        | kiesett  | kiesett  |
| David Huddleston | egyéni összetett | 74,265    | 59        | kiesett  | kiesett  |

### Ritmikus gimnasztika
| Versenyző      | Versenyszám | Selejtező | Selejtező | Selejtező | Selejtező | Selejtező | Selejtező | Döntő   | Döntő   | Döntő    | Döntő   | Döntő    | Döntő    | Helyezés |
| Versenyző      | Versenyszám | Karika    | Labda     | Buzogány  | Szalag    | Összesen  | Összesen  | Karika  | Labda   | Buzogány | Szalag  | Összesen | Összesen | Helyezés |
| Versenyző      | Versenyszám | Pont      | Pont      | Pont      | Pont      | Pont      | Hely.     | Pont    | Pont    | Pont     | Pont    | Pont     | Hely.    | Helyezés |
| -------------- | ----------- | --------- | --------- | --------- | --------- | --------- | --------- | ------- | ------- | -------- | ------- | -------- | -------- | -------- |
| Borjana Kalejn | Egyéni      | 24,100    | 25,800    | 26,600    | 19,150    | 95,650    | 8         | 25,900  | 25,625  | 26,650   | 22,450  | 100,625  | 5        | 5.       |
| Katrin Taszeva | Egyéni      | 24,450    | 24,600    | 24,400    | 17,650    | 91,100    | 14        | kiesett | kiesett | kiesett  | kiesett | kiesett  | kiesett  | kiesett  |

| Versenyző                                                                          | Versenyszám | Selejtező | Selejtező            | Selejtező | Selejtező | Döntő   | Döntő                | Döntő    | Döntő    | Helyezés |
| Versenyző                                                                          | Versenyszám | 5 labda   | 3 szalag és 2 karika | Összesen  | Összesen  | 5 labda | 3 szalag és 2 karika | Összesen | Összesen | Helyezés |
| Versenyző                                                                          | Versenyszám | Pont      | Pont                 | Pont      | Hely.     | Pont    | Pont                 | Pont     | Hely.    | Helyezés |
| ---------------------------------------------------------------------------------- | ----------- | --------- | -------------------- | --------- | --------- | ------- | -------------------- | -------- | -------- | -------- |
| Szimona Gyankova Sztefani Kirjakova Madlen Radukanova Laura Trajtsz Erika Zafirova | Csapat      | 47,500    | 44,300               | 91,800    | 1         | 47,550  | 44,550               | 92,100   | 1.       | Arany    |

## Úszás
Férfi
| Versenyző          | Versenyszám    | Előfutam | Előfutam | Előfutam | Elődöntő | Elődöntő | Elődöntő | Döntő   | Döntő    |
| Versenyző          | Versenyszám    | Idő      | Hely.    | Össz.    | Idő      | Hely.    | Össz.    | Idő     | Helyezés |
| ------------------ | -------------- | -------- | -------- | -------- | -------- | -------- | -------- | ------- | -------- |
| Ljubomir Epitropov | 100 m mell     | 1:00,71  | 4.       | 32.      | kiesett  | kiesett  | kiesett  | kiesett | kiesett  |
| Ljubomir Epitropov | 200 m mell     | 2:09,68  | 5.       | 14.      | 2:10,33  | 8.       | 15.      | kiesett | kiesett  |
| Kalojan Levterov   | 100 m hát      | 55,60    | 8.       | 37.      | kiesett  | kiesett  | kiesett  | kiesett | kiesett  |
| Kalojan Levterov   | 200 m hát      | 1:58,96  | 8.       | 24.      | kiesett  | kiesett  | kiesett  | kiesett | kiesett  |
| Joszif Miladinov   | 100 m pillangó | 51,28    | 1.       | 6.       | 51,06    | 2.       | 4.       | 51,49   | 8        |
| Antani Ivanov      | 100 m pillangó | 52,25    | 3.       | 29.      | kiesett  | kiesett  | kiesett  | kiesett | kiesett  |
| Antani Ivanov      | 200 m pillangó | 1:56,36  | 6.       | 20.      | kiesett  | kiesett  | kiesett  | kiesett | kiesett  |

Női
| Versenyző     | Versenyszám  | Előfutam | Előfutam | Előfutam | Elődöntő | Elődöntő | Elődöntő | Döntő   | Döntő    |
| Versenyző     | Versenyszám  | Idő      | Hely.    | Össz.    | Idő      | Hely.    | Össz.    | Idő     | Helyezés |
| ------------- | ------------ | -------- | -------- | -------- | -------- | -------- | -------- | ------- | -------- |
| Diana Petkova | 200 m vegyes | 2:16,70  | 8.       | 25.      | kiesett  | kiesett  | kiesett  | kiesett | kiesett  |
| Diana Petkova | 100 m mell   | 1:10,61  | 8.       | 34.      | kiesett  | kiesett  | kiesett  | kiesett | kiesett  |